# 1972-es kupagyőztesek Európa-kupája-döntő
Az 1972-es kupagyőztesek Európa-kupája-döntőben, a KEK 12. döntőjében a skót Rangers, és a szovjet Gyinamo Moszkva mérkőzött a barcelonai Camp Nouban. A skót csapat 1961 és 1967 után harmadjára szerepelt KEK-döntőben, de mindkétszer kikapott. Ezt a döntőt azonban már sikerült megnyernie 3–2-re.
A KEK-győztes Rangers részt vehetett az 1972-es európai szuperkupa döntőjében, amelyet azonban az UEFA nem tekint hivatalosnak.

## A mérkőzés
| 1972. május 24. 19:00 |

| Rangers FC                 | 3–2   | FK Gyinamo Moszkva         |
| -------------------------- | ----- | -------------------------- |
| Stein 23' Johnston 40' 49' | (2–0) | Estrekov 60' Mahovikov 87' |

| Camp Nou, Barcelona Nézőszám: 24 701 Játékvezető: José María Ortiz de Mendíbil (spanyol) |

| Rangers | Gyinamo Moszkva |

| RANGERS:        |    |                  |
|                 |    |                  |
| GK              | 1  | Peter McCloy     |
| DF              | 2  | Sandy Jardine    |
| DF              | 3  | Willie Mathieson |
| DF              | 4  | John Greig       |
| DF              | 5  | Derek Johnstone  |
| MF              | 6  | Dave Smith       |
| MF              | 7  | Tommy McLean     |
| MF              | 8  | Alfie Conn       |
| FW              | 9  | Colin Stein      |
| MF              | 10 | Alex MacDonald   |
| FW              | 11 | Willie Johnston  |
| Cserék:         |    |                  |
| GK              |    | Gerry Neef       |
| DF              |    | Alex Miller      |
| FW              |    | Derek Parlane    |
| Vezetőedző:     |    |                  |
| William Waddell |    |                  |

| GYINAMO MOSZKVA:     |    |                        |  |     |
|                      |    |                        |  |     |
| GK                   | 1  | Volodimir Pilhuj       |  |     |
| DF                   | 2  | Vlagyimir Baszalajev   |  |     |
| DF                   | 3  | Szabó József           |  |     |
| DF                   | 4  | Valerij Zikov          |  |     |
| DF                   | 5  | Vlagyimir Dolbonoszov  |  | 69' |
| MF                   | 6  | Jevgenyij Zsukov       |  |     |
| MF                   | 7  | Oleg Dolmatov          |  |     |
| MF                   | 8  | Alekszandr Mahovikov   |  |     |
| MF                   | 9  | Anatolij Bajdacsnij    |  |     |
| FW                   | 10 | Andrej Jakubik         |  | 56' |
| FW                   | 11 | Gennagyij Jevrjuzsihin |  |     |
| Cserék:              |    |                        |  |     |
| MF                   | 12 | Vlagyimir Estrekov     |  | 56' |
| FW                   | 13 | Mihail Gerskovics      |  | 69' |
| Vezetőedző:          |    |                        |  |     |
| Konsztantyin Beszkov |    |                        |  |     |

| Az 1971–1972-es kupagyőztesek Európa-kupája győztese |
| ---------------------------------------------------- |
| Rangers FC 1. cím                                    |